# Erdölmuseum Reinkenhagen

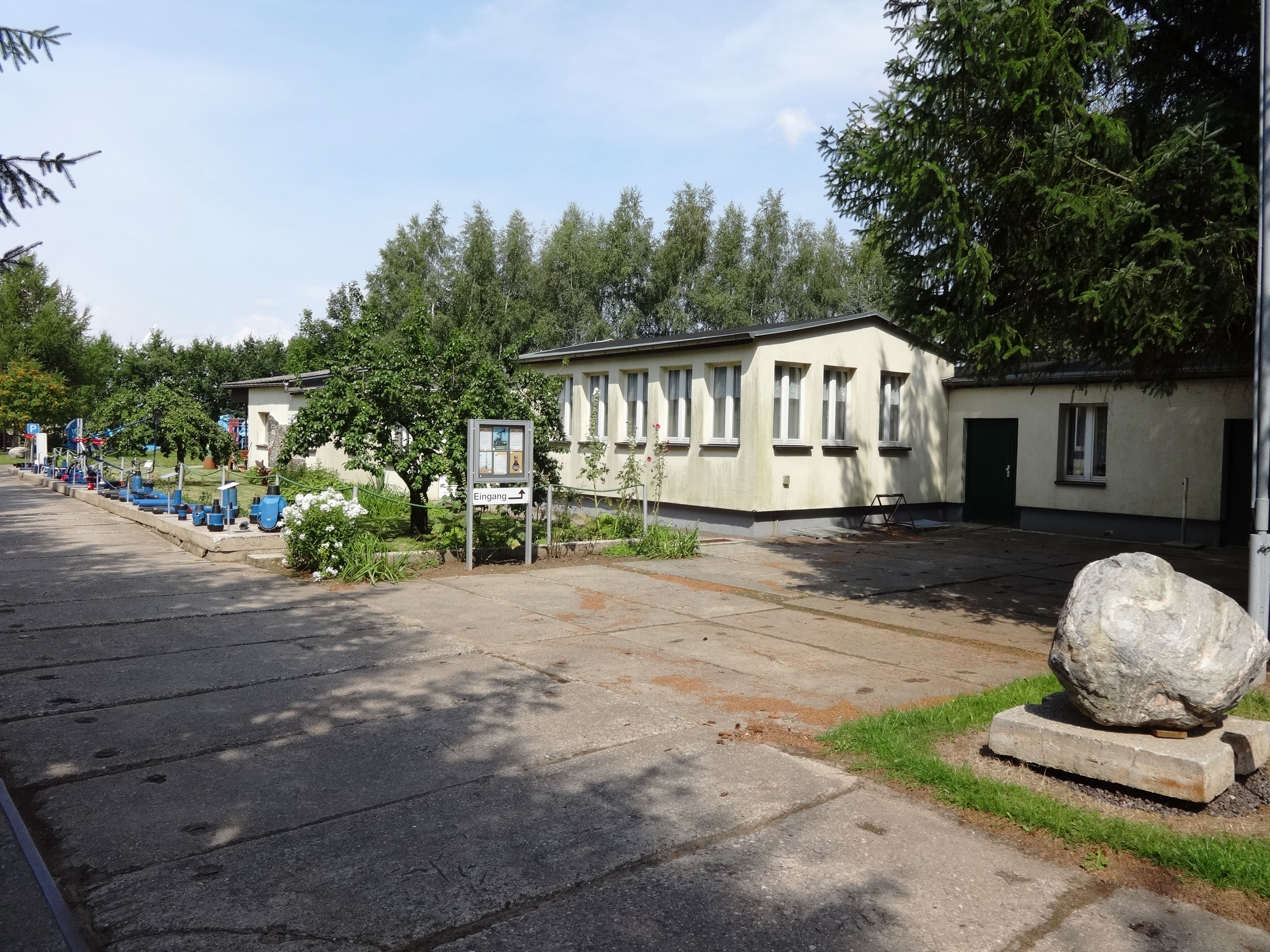
Erdölmuseum und Heimatstube in Reinkenhagen (2014)

Das Erdölmuseum Reinkenhagen ist ein Technikmuseum in Mecklenburg-Vorpommern. Es liegt in Reinkenhagen, einem Ortsteil der Gemeinde Sundhagen im Landkreis Vorpommern-Rügen. Das Museum befindet sich an dem Ort, an dem 1961 erstmals eine Suchbohrung auf dem Gebiet der DDR nach Erdöl zum Erfolg  führte. Am 6. Juli 2014, dem Tag des Bergmanns und des Energiearbeiters, feierte das Museum sein 20-jähriges Bestehen. Der Wirtschaftsminister des Landes Harry Glawe lobte das Museum als „ein historisches Zeugnis der bergbaulichen Aktivitäten in Vorpommern. […] Hier vor Ort wird mit Hilfe des Museums Zeitgeschichte, die diese Region geprägt hat, erhalten und bewahrt.“

## Geschichte
Das Museum wurde am 4. Juni 1994 im Sozialgebäude der ehemaligen Feldzentrale eröffnet. Es wird seit dem 25. Oktober 1995 von einem Förderverein begleitet, der als „Stützpunkt einer unglaublich regen Gruppe von Ölpensionären“ gilt. So haben die Recherchen des Vereins dazu beigetragen, Erdölvorkommen in der Lausitz aufzufinden. Das Hauptziel des Vereins liegt jedoch in der Aufarbeitung, Darstellung und Dokumentation der Erdöl- und Erdgassuche sowie deren Förderung in Mecklenburg-Vorpommern. Die Ausstellungsfläche umfasst ca. 6.400 m², davon entfallen rund 300 m² auf das Museum, der Rest auf eine Freifläche mit weiteren Exponaten. Das Museum wird von der Gemeinde Sundhagen betrieben.

## Dauerausstellung
Die Ausstellung zeigt, wie Erdöl entsteht und auf dem Festland wie im Offshore-Bereich gefördert werden kann. Exponate zeigen die Prospektion und Ausbeutung von Erdöl- und Erdgaslagerstätten.
Der Eingangsbereich startet mit Gastgeschenken, welche die Bohrexperten während ihrer Arbeit in anderen Ländern erhalten haben. Drei große Schautafeln mit Bohrkernen verdeutlichen den Bodenaufbau in Mecklenburg-Vorpommern. Beginnend von Mesozoikum über Perm und Präperm erhält der Besucher so einen Überblick über die Vielzahl der vorkommenden Gesteinsschichten, die im Zuge der Erdöl- und Erdgasförderung in der Region angetroffen wurden. Eine weitere Seite ist als hinterleuchtete Dia-Schauwand ausgeführt und zeigt die ehemalige Feldzentrale Reinkenhagen, die heute ein Technisches Denkmal ist. Ein Technologisches Schema verdeutlicht die Prozessschritte, die beim Abbau erforderlich waren. Eine Karte zeigt die Kohlenwasserstofflagerstätten und Bergwerksfelder um Reinkenhagen. Ein weiteres Diagramm zeigt die Förderentwicklung der Lagerstätten in Nordvorpommern von 1961 bis 1987 auf. Neben Reinkenhagen ist dort beispielsweise der Ertrag aus den Förderstätten in Grimmen oder Wustrow zu sehen. Neben dem Erdöl wurden in diesem Zeitraum 230.000.000 m³ Erdölbegleitgas und 285.000 m³ Lagerstättenwasser gefördert. Die letzte Diatafel zeigt den Aufbau und die Historie der ersten erdölfündigen und am längsten benutzten Bohrung E Reinkenhagen 2a/60 (E Rehg 2/60).
Ein Raum des Museums befasst sich mit der Aus- und Fortbildung der Tiefbohrexperten in der DDR sowie deren weltweiten Einsatz. Eine Wandgalerie zeigt weitere Erdöl- und Erdgaslagerstätten, wie beispielsweise in Lütow, eine weitere den Niederschlag dieser Industrie in der Philatelie. Gezeigt werden aber auch Messgeräte der Untertagemesstechnik, Rettungsgeräte, Verhaltensanweisungen für den Notfall und Arbeitsanweisungen aus der aktiven Zeit der Erdöl- und Erdgasförderung.
Ein besonders sehenswertes Exponat befindet sich in einem weiteren Raum: Modellbauer der Ernst-Moritz-Arndt-Universität Greifswald schufen ein Funktionsmodell einer Tiefbohranlage, die über viele Jahre als Ausstellungsstück an der Betriebsschule des VEB Erdöl-Erdgas Grimmen in Stralsund zum Einsatz kam.
Im Flur des Museums befinden sich über 350 Gesteinsproben, die dem Besucher einen Eindruck von der geologischen Abfolge der Region vermitteln. Daneben sind verschiedene Erdölproben aufgestellt. Sie reichen von der Kreidezeit über den Keuper bis zum Ordovizium und wurden mit Hilfe von Mitarbeitern der EEG Erdöl-Erdgas Gommern und Erdöl-Erdgas Grimmen zusammengestellt.
Dem Erdölmuseum ist eine Heimatstube angeschlossen; sie zeigt landwirtschaftliche Maschinen sowie Bodenbearbeitungsgeräte.

## Freigelände
Das Erdöl in der Region um Grimmen wurde mit Hilfe von Tiefpumpen an die Oberfläche gefördert; zur Veranschaulichung dessen befindet sich auf dem Außengelände des Museums ein Tiefpumpenantrieb mit Sondenkopfausrüstung als technisches Denkmal am Standort der ersten erdölfündigen Bohrung.
Daneben befindet sich weiteres Großgerät auf dem Gelände, beispielsweise eine Bohr-/Sondenreparaturanlage vom Typ A 50Y mit einem maximalen Drehmoment von 4989 Nm bei 1500 Umdrehungen pro Minute. Es hat eine Tragkraft von maximal 50 Tonnen bei einer Gestängezuglänge von 15 bis 16 Metern. Die Gerüsthöhe beträgt 22,4 Meter. Zusammen mit der Bohr-/Spülpumpe 9MGR weist die Anlage ein Gesamtgewicht von 32.104 kg und eine Antriebsleistung von 73,6 kW auf.
Gezeigt wird auch ein rund 12 Meter langes Rohrstück der Ostsee-Pipeline mit einem Innendurchmesser von 1153 mm und einem Gewicht von 12 Tonnen. Daneben ist ein Rohrstück der NEL-Pipeline mit einer Länge von 18 Metern und einem Gesamtgewicht von 15 Tonnen aufgestellt.

## Erdölstraße
Entlang der Landstraße L30 von Miltzow bis zum Museum hat der Förderverein insgesamt sieben Exponate im öffentlichen Raum aufgestellt, um den Besucher einzustimmen und die Förderung von Erdöl und Erdgas stärker als bislang in die Öffentlichkeit zu transportieren. Die als Erdölstraße bezeichnete Ausstellung beginnt an einer Tankstelle mit einer Bohrlochkopfausrüstung, führt über das Modell eines Bohrturms am Bahnhof Miltzow der Bahnstrecke Stralsund–Greifswald zur Kirche Reinkenhagen. Dort gegenüber stellte der Verein einen Rollenmeißel auf. Von hier aus führt die Hauptstraße an einem Eruptionskreuz vorbei zum Museum.

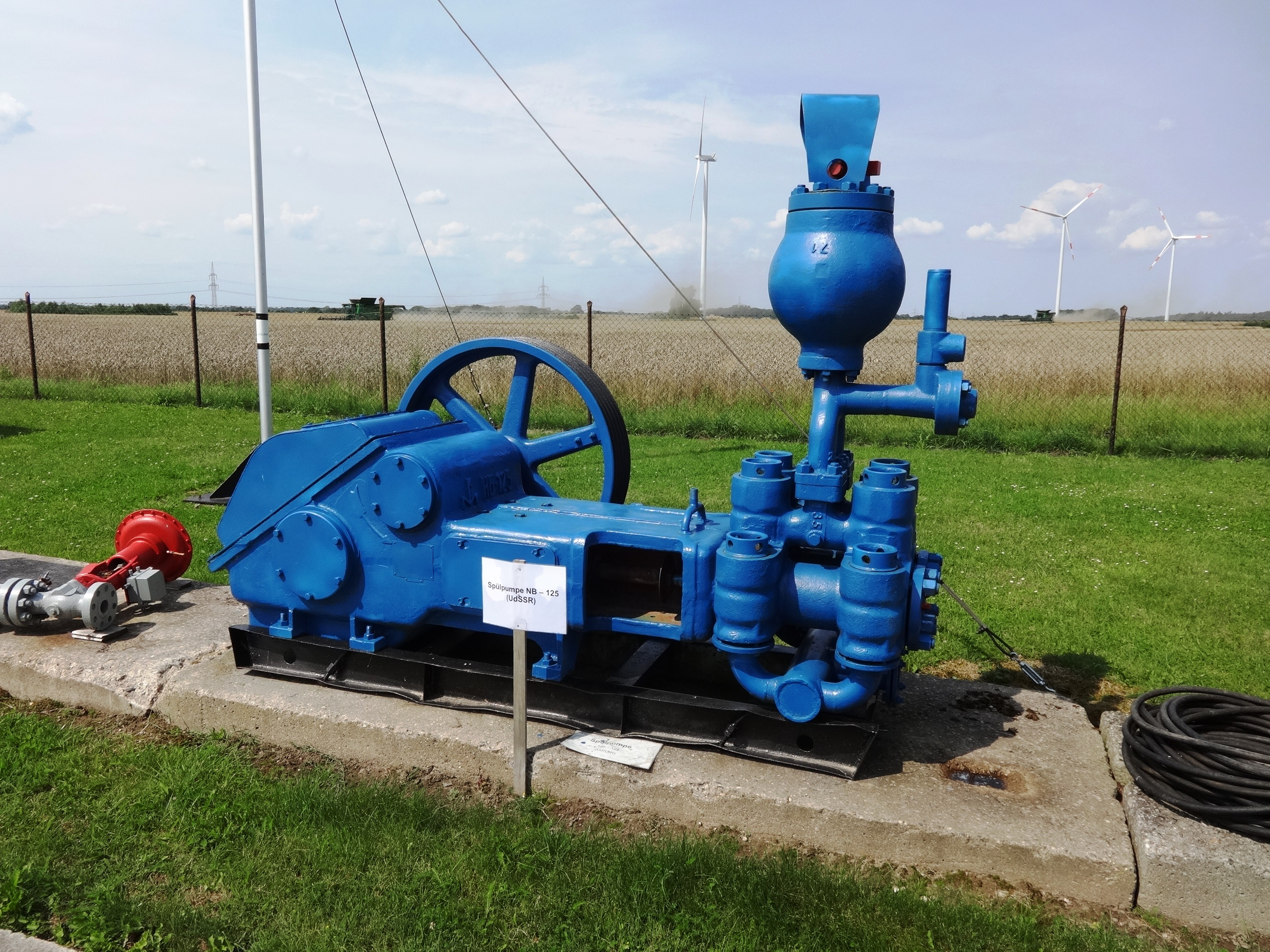
Spülpumpe NB-125
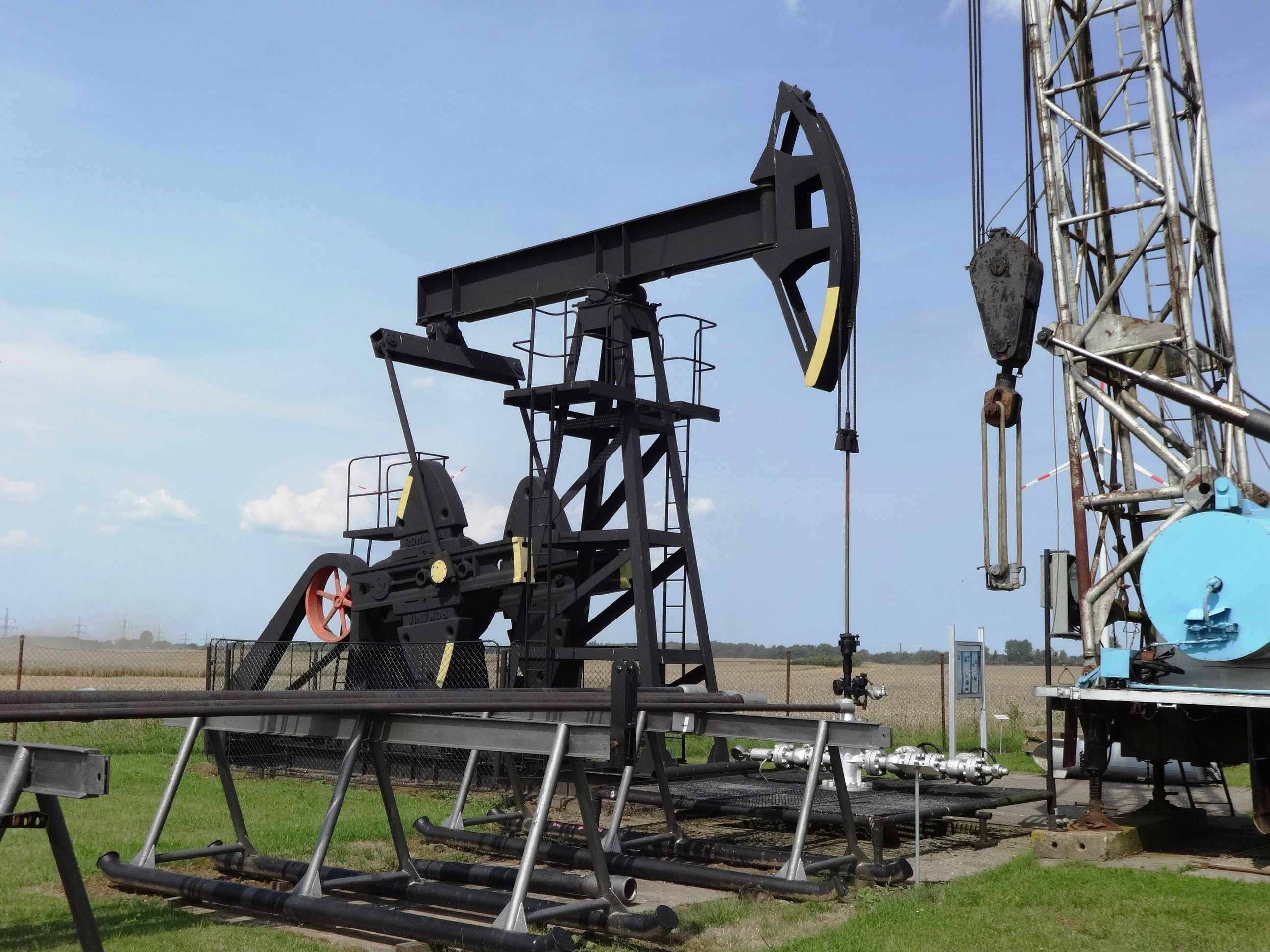
Tiefpumpenantrieb und Sondenkopfausrüstung
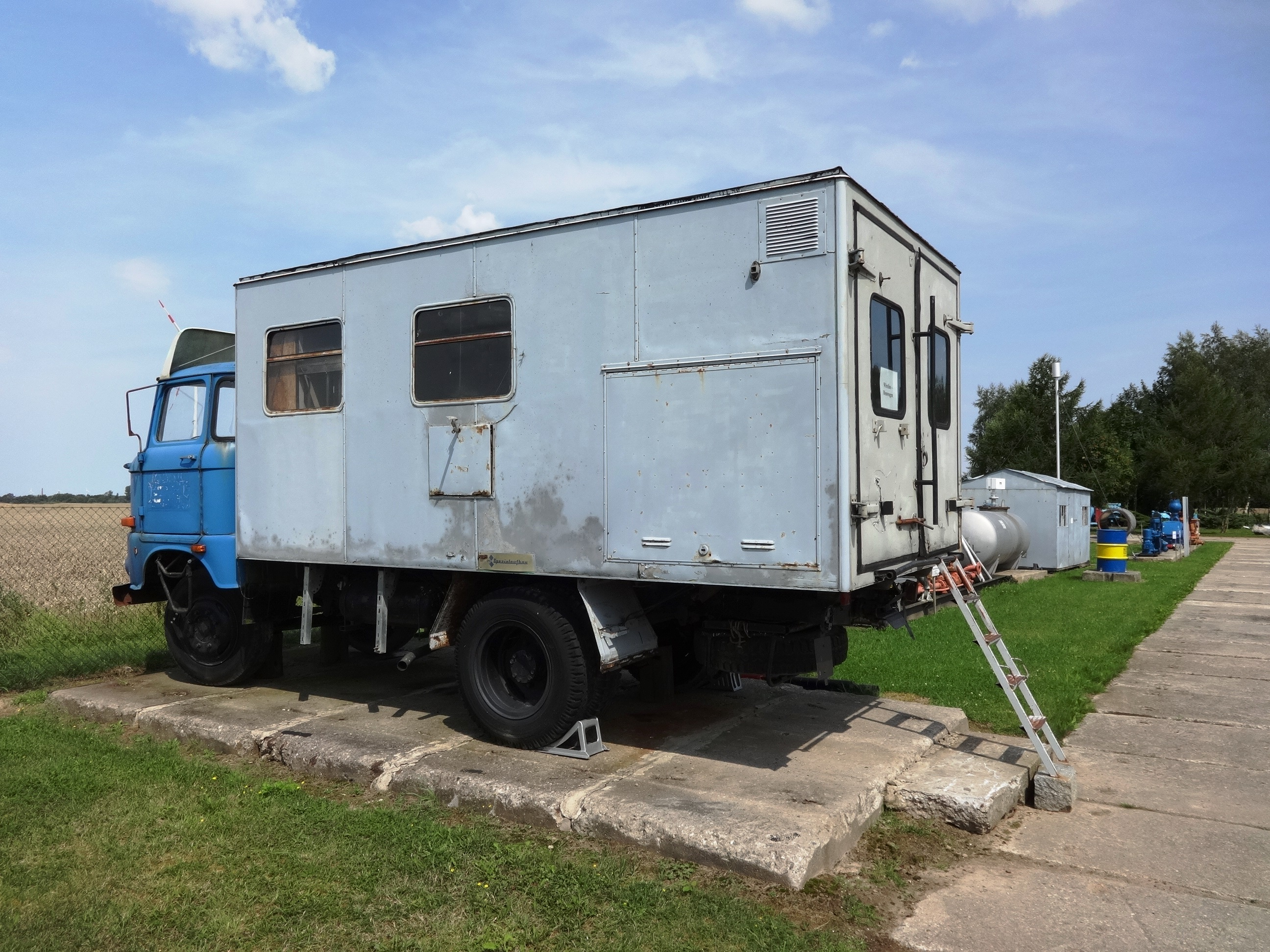
Wireline-Messwagen
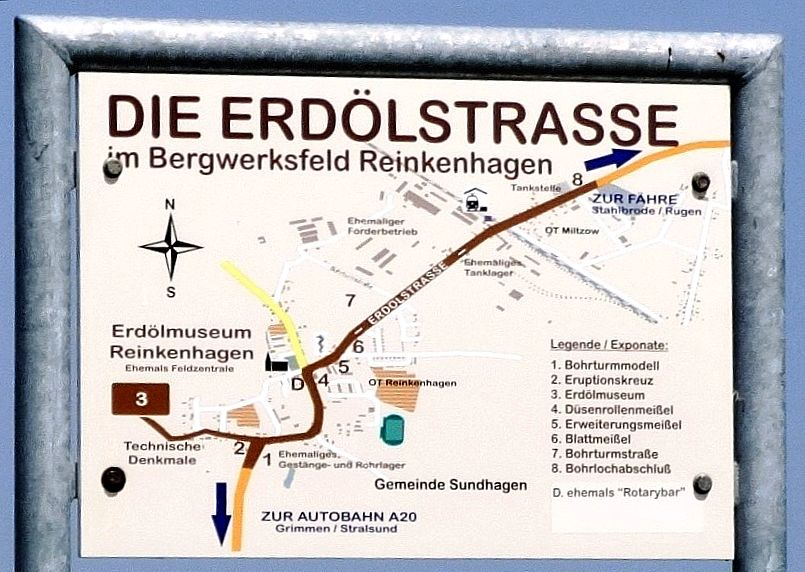
Aufbau der Erdölstraße
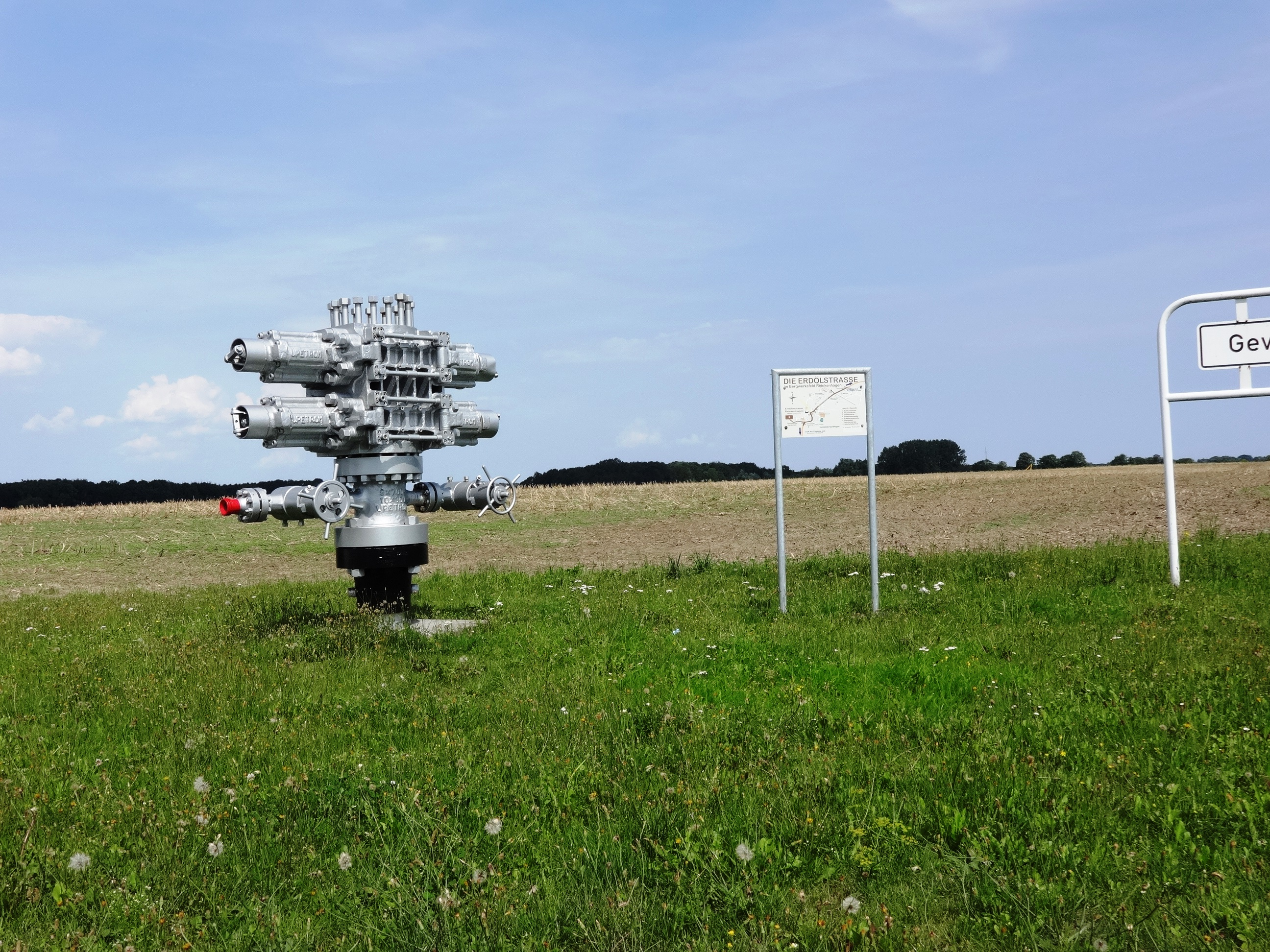
Bohrlochkopfausrüstung  an der Erdölstraße
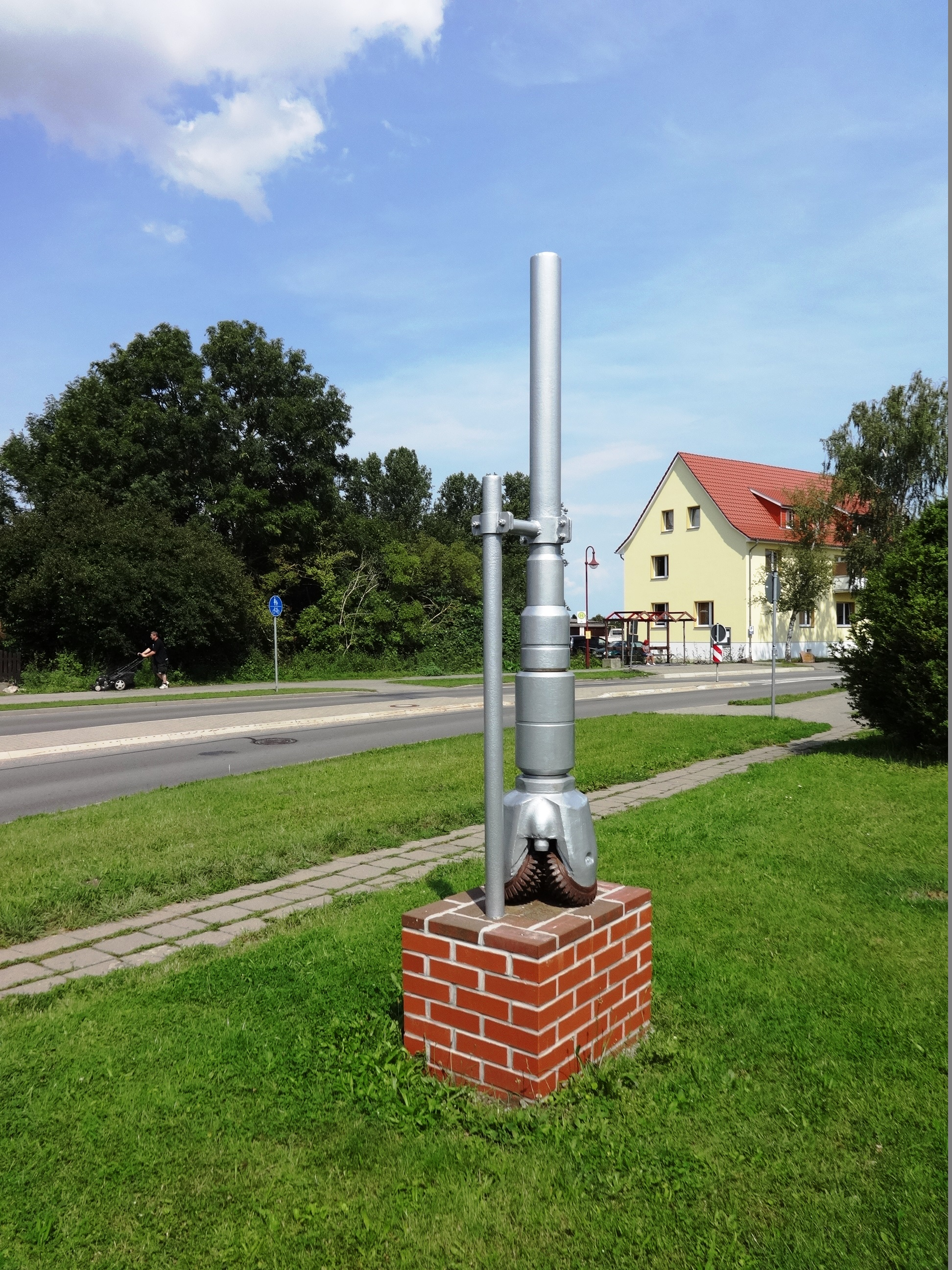
Düsenrollenmeißel an der Erdölstraße